# Gran Premi de Turquia
|  | Aquest article tracta sobre Fórmula 1. Si cerqueu informació sobre motociclisme, vegeu «Gran Premi de Turquia de motociclisme». |

El Gran Premi de Turquia és una carrera puntuable pel campionat mundial de Fórmula 1 que es va disputar per primera vegada el 21 d'agost del 2005 a Istanbul, Turquia.
Per aquest gran premi es va construir un nou circuit anomenat Otodrom d'Istambul (barreja de les paraules autòdrom i otomà) a la part asiàtica d'Istanbul, amb una longitud de 5.340 m i un traçat que compren sis revolts a la dreta i vuit a l'esquerra.
Al circuit es disputen les curses en sentit contrari al rellotge.

## Guanyadors del Gran Premi de Turquia
| Any   | Pilot            | Equip              | Resultats |
| ----- | ---------------- | ------------------ | --------- |
| 2005  | Kimi Räikkönen   | McLaren - Mercedes | Resultats |
| 2006  | Felipe Massa     | Ferrari            | Resultats |
| 2007  | Felipe Massa     | Ferrari            | Resultats |
| 2008  | Felipe Massa     | Ferrari            | Resultats |
| 2009  | Jenson Button    | Brawn GP           | Resultats |
| 2010  | Lewis Hamilton   | McLaren - Mercedes | Resultats |
| 2011  | Sebastian Vettel | Red Bull-Renault   | Resultats |
| Font: |                  |                    |           |